# Timur Zhamaletdinov
Timur Abdurashitovich Zhamaletdinov, född 21 maj 1997, är en rysk fotbollsspelare som spelar för Ufa.

## Karriär
Zhamaletdinov började spela fotboll i Lokomotiv Moskva som sexåring. Sommaren 2014 gick han över till CSKA Moskva. Zhamaletdinov debuterade i A-laget den 21 september 2016 i en 2–1-vinst över Yenisey Krasnoyarsk i Ryska cupen. Zhamaletdinov debuterade i Premjer-Liga den 9 april 2017 i en 1–1-match mot Krasnodar, där han byttes in i den 89:e minuten mot Aleksei Ionov.
Den 8 september 2017 gjorde Zhamaletdinov sitt första mål i en 1–0-vinst över Amkar Perm. Den 12 september 2017 gjorde han det avgörande målet i CSKA Moskvas 2–1-vinst över Benfica i gruppspelet i Uefa Champions League 2017/2018.
Den 12 augusti 2020 värvades Zhamaletdinov av Ufa.